# Декалог 3
«Декало́г 3» (пол. Dekalog, trzy) — третий телефильм из десятисерийного цикла «Декалог», снятого польским кинорежиссёром Кшиштофом Кесьлёвским. Фильм вышел на экраны 18 мая 1990 года.
Фильм связан с четвёртой из десяти заповедей — «Помни день субботний, чтобы святить его».

## Сюжет
В канун Рождества таксист Януш играет роль Деда Мороза и дарит своим детям, жене и тёще подарки, а позже присоединяется к ним для празднования в своей обычной одежде. Они посещают костёл, где Януш замечает в толпе Эву, свою бывшую любовницу. Дома, когда Януш готовится отметить праздник с семьёй, раздаётся телефонный звонок, и он выходит из дома, сказав жене, что его машину угнали и попросив её сообщить про это милиции. В действительности ему звонила Эва, которая ждёт его возле подъезда. Она говорит, что её муж Эдвард пропал, уйдя из дома утром и не вернувшись, и просит Януша помочь найти его. Как выясняется, когда-то Януш и Эва встречались, но во время одной из встреч кто-то сообщил Эдварду, что они в гостинице, и он нашёл их там. Эва предполагает, что позвонить Эдварду мог сам Януш, но тот отрицает это.
Януш и Эва ездят на машине Януша по больницам и моргам, но Эдварда нигде нет. В какой-то момент их начинает преследовать милицейская машина, разыскивающая якобы угнанную машину Януша, но тот говорит, что машину удалось найти. Когда Эва показывает Янушу, где стоит её машина, на которой утром якобы уехал Эдвард, Януш замечает, что машина не могла стоять здесь с утра, так как утром шёл снег, а машина чистая. Януш провожает Эву домой, а затем заходит к ней. В результате на рассвете Эва признаётся, что ещё три года назад разошлась с Эдвардом, и у него новая семья в другом городе. Она страдает от одиночества, особенно в такие праздничные дни, и в это Рождество дала себе зарок, что попытается провести время с Янушем до 7 часов утра, иначе покончит с собой. Януш уезжает к семье. Его жена спрашивает у него, был ли он у Эвы, и тот отвечает утвердительно, обещая при этом, что возобновления его отношений с Эвой не произойдёт.

## В ролях
- Даниэль Ольбрыхский — Януш
- Мария Пакульнис — Эва
- Йоанна Щепковская — жена Януша
- Артур Барцись — водитель трамвая
- Дорота Сталиньская — железнодорожница на скейтборде
- Влодзимеж Мусял — работник в вытрезвителе
- Хенрик Барановский — Кшиштоф

## Критика
Славой Жижек в книге «Киногид извращенца» поясняет связь сюжета фильма с заповедью следующим образом: «герой нарушает запрет (покидает семью в священный день Рождества…), чтобы спасти жизнь бывшей любовницы». Автор отмечает тональность и настроение «Декалога 3», которые предвещают фильм Кесьлёвского «Три цвета: Синий». В фильме «не только преобладает синий цвет, но и сама его вселенная кажется холодной и равнодушной», из-за чего зритель чувствует отстранение от героев: «Мы не можем полностью отождествить себя с ними». В результате «Декалог 3» представляет собой «уникальный пример блокировки полного эмоционального или этического вовлечения зрителя: нам приходится принять позицию следователя, который, опираясь на редкие подсказки, должен догадаться, что на самом деле происходит с Эвой».